# Stockangelschein

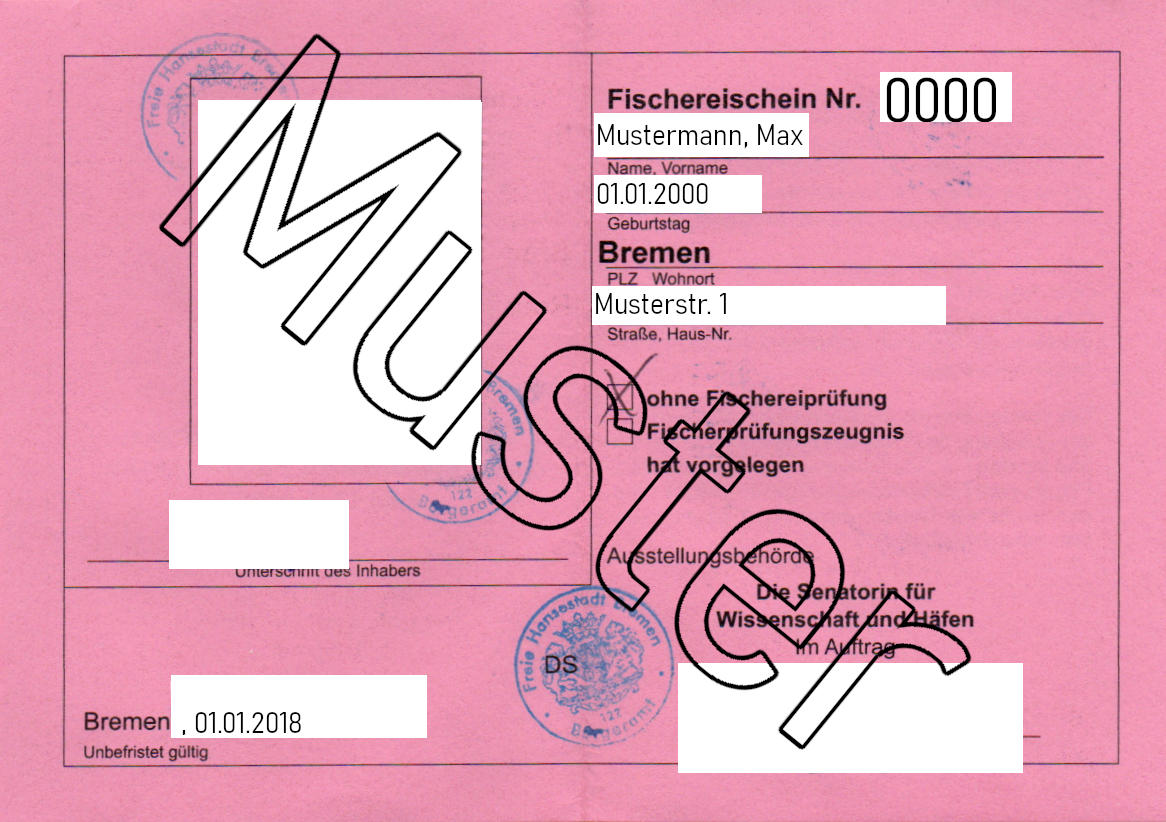
Bremer Stockangelschein

Der Bremer Stockangelschein ist eine Kombination aus amtlichem Berechtigungsschein und Gewässerschein. Der Schein erlaubt das Angeln auf dem Gebiet der Freien Hansestadt Bremen mit Stockangeln. Die Erlaubnis gilt nur für volljährige Bürger der Stadt und ausschließlich für genau festgelegte lokale Fließgewässer in öffentlicher Hand.

## Geschichte und Berechtigungsumfang
Der Stockangelschein ist eine Bremensie, die sich auf das Stockangelrecht bremischer Bürger beruft, das Kaiser Karl V. im 16. Jahrhundert erlassen hat. Der Schein berechtigt Bremer Bürger – Personen mit dortigem Hauptwohnsitz – ab dem Alter von 18 Jahren zum Angeln für den eigenen Bedarf. Er erlaubt die Benutzung von höchstens zwei Angelruten gleichzeitig pro Person in der Weser, der Kleinen Weser, in der Lesum flussaufwärts bis zur Lesumbrücke in Burglesum sowie im tideabhängigen Teil des Flusses Geeste. Das Bremische Fischereigesetz (BremFiG § 9, Stockangelrecht bremischer Bürger) vom 17. September 1991 hat auf diesen historisch begründeten Sonderfall Rücksicht genommen.
Der Stockangelschein ist kein Fischereischein, somit dürfen von Gewässerpächtern keine Erlaubnisscheine für andere als die selbst gepachteten Gewässer ausgestellt werden. Ausnahmen vom Recht zum Stockangeln sind die Bremer Häfen (um die Sicherheit des Hafenbetriebs nicht zu gefährden) sowie Schon- und Naturschutzgebiete. In den Bremer Häfen und in Schon- und Naturschutzgebieten ist das Angeln im Prinzip generell verboten, für die Häfen kann jedoch ein zusätzlicher Erlaubnisschein beim Hafenamt Bremen erworben werden.